# Plaque indienne
Pour l’article homonyme, voir Inde.
La plaque indienne est une plaque tectonique de la lithosphère de la planète Terre. Sa superficie est de 0,306 37 stéradian.

## Étendue
Elle couvre :
- les plaines de l'Indus, du Gange, du Brahmapoutre (plaine indo-gangétique) et de l'Irrawaddy, le Dekkan et le Sri Lanka ;
- l'est de la mer d'Arabie, le nord de l'océan Indien et le golfe du Bengale y compris les Maldives et le nord de l'archipel des Chagos.

## Frontières
La plaque indienne est en contact avec les plaques eurasiatique au niveau de la suture du Tsang Po, arabique, somalienne, australienne et birmane.
Ses frontières avec les autres plaques sont formées de la fosse de l'arc de la Sonde sur la côte ouest des îles Andaman et de la Dorsale centrale indienne.

## Déplacement
La plaque indienne a commencé à se détacher de la plaque africaine (Gondwana) pour entrer en collision avec la plaque eurasiatique il y a environ 70 millions d'années, en finissant par recouvrir l'océan Téthys il y a 50 millions d'années. En 2010, la découverte dans la région de Cambay de dépôts fossilisés datant d'environ 50 millions d'années remet en cause la non continuité du sous-continent indien et de l'Asie à cette époque.[source insuffisante]
Le déplacement actuel de la plaque indienne se fait vers le nord, à une vitesse de 6,00 centimètres par an, ou encore à une vitesse de rotation de 1,103 4° par million d'années, selon un pôle eulérien situé à 60° 49′ de latitude nord et 30° 40′ de longitude ouest (référentiel : plaque pacifique). Selon une étude par modélisation analogique publiée en 2023, le moteur de ce déplacement est la subduction de la plaque de la Sonde.
Les géologues considéraient la plaque indienne et la plaque australienne comme une seule plaque appelée « plaque indo-australienne ». Depuis la découverte d'une zone de failles et de déformations dans l'océan Indien entre Sumatra et l'archipel des Chagos, les deux plaques sont en cours de séparation, la désolidarisation pouvant prendre encore plusieurs millions d'années,,. Ce phénomène s'est traduit le 11 avril 2012 par deux séismes de magnitude 8,7 et 8,2 le long de failles de décrochement dans la zone de rupture des deux plaques, sous l'océan Indien, loin des limites de plaque,. Le déclenchement de ces séismes est lié à la subduction de la plaque indienne sous la plaque birmane au large de Sumatra. La plaque australienne qui remonte vers le nord et glisse sous la plaque de la Sonde se voit freinée par la plaque indienne bloquée en collision avec la plaque eurasiatique au niveau de la ceinture alpine. Depuis des millions d'années, des tensions s'accumulent au cœur de la plaque et une déformation diffuse se forme avec l'ouverture de failles et la séparation en cours des plaques indienne et australienne. Les séismes du 11 avril 2012 sont directement liés au séisme de l'océan Indien de 2004,.

## Sources
- (en) Peter Bird, An updated digital model of plate boundaries, vol. 4, Geochemistry Geophysics Geosystems, 14 mars 2003 (DOI 10.1029/2001GC000252, Bibcode 2003GGG.....4.1027B, lire en ligne)
- (en) « Speed of the Continental Plates : An educational, fair use website », sur hypertextbook.com